# Футбольна асоціація Чеської Республіки
Футбольна асоціація Чеської Республіки (чеськ. Fotbalová asociace České republiky, FAČR) — організація, що здійснює контроль і управління футболом в Чехії.
Заснована 19 жовтня 1901 року як Чеський союз футбольний (чеськ. Český svaz footballový). Член ФІФА з 1907 року та УЄФА з 1954 року. До червня 2011 року була відома як Чеськоморавський футбольний союз (чеськ. Českomoravský fotbalový svaz (ČMFS)).
Під егідою Футбольної асоціації Чеської Республіки проводяться змагання в Гамбринус-лізі, Другій лізі та Кубку Чехії. Асоціація організовує діяльність та управління національними збірними з футболу, в їх число входить також і головна збірна країни.
В період з 1922 по 1993 роки, коли існувала Чехословаччина, організація мала назву Чехословацький футбольний союз і була головним футбольним органом на теренах єдиної держави.